# グティ・エスパダス
グティ・エスパダス（Guty Espadas、1954年12月20日 - ）は、メキシコの男性プロボクサー。ユカタン州メリダ出身。元WBA世界フライ級王者。
息子グティ・エスパダス・ジュニアもWBC世界フェザー級王者となった。

## 来歴
1971年1月29日、プロデビュー。
1971年9月22日、後に2階級制覇を果たすフレディー・カスティーリョのデビュー戦の対戦相手となり、4回KO勝ち。
1976年8月25日、メキシコで岩本隆治（ 日本／ヨネクラジム）と対戦し、2回KO勝ち。
1976年10月2日、WBA世界フライ級王者アルフォンソ・ロペス（ パナマ）に挑戦し、13回TKO勝ちで王座を獲得した。
1977年1月1日、高田次郎（ 日本／横浜協栄ジム）と対戦し、7回KO勝ちで初防衛に成功した。
1977年4月30日、前王者アルフォンソ・ロペスと再戦し、13回KO勝ちで2度目の防衛に成功した。
1978年1月2日、触沢公男（ 日本／東洋ジム）と対戦し、7回TKO勝ちで4度目の防衛に成功した。
1978年8月12日、5度目の防衛戦で元WBC世界フライ級王者ベツリオ・ゴンザレス（ ベネズエラ）と対戦し、0-2の判定負けで王座から陥落した。
1979年12月16日、WBC世界フライ級王者朴賛希（ 韓国）に挑戦し、2回KO負けで王座獲得ならず。
1984年3月28日、WBC世界スーパーフライ級王者パヤオ・プーンタラット（ タイ）に挑戦し、10回TKO負けで2階級制覇に失敗し、この試合を最後に引退した。

## 獲得タイトル
- WBA世界フライ級王座（防衛4度）